# Hôtel Lambert

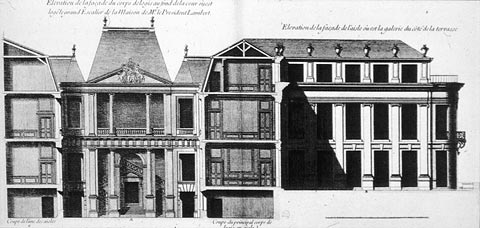
Hotel Lambert

O Hôtel Lambert é um hôtel particulier situado na Île Saint-Louis em Paris.
Este palácio foi desenhado pelo arquitecto Louis Le Vau